# Anders Rickard Westerdahl
Anders Rickard Westerdahl, född den 8 februari 1841 i Landskrona, död 15 mars 1917 i Stockholm, var en svensk bageriägare och direktör. Han var ägare till bageriboilaget Westerdahl & Karsten i Stockholm. Han var bror till bagaren och direktören Julius Westerdahl.

## Biografi
Anders Richard Westerdahl föddes i Landskrona i Skåne och var ett av fem barn till handelsmannen Hans Westerdahl och Maria Westerdahl i Landskrona. Fadern dog dock då han var liten och modern avled 1851. Han flyttade troligen till Stockholm under 1860-talet. Han arbetade på bagerier i Stockholm innan han under 1870-talet troligen kom i kontakt med Wilhelm Karsten som drev det välkända bageriet Karstens på Mäster Samuelsgatan 56. Under 1880-talet blev de kompanjoner, och Westerdahl tog över som direktör i bolaget som nu fick namnet Westerdahl & Karsten.
Westerdahl startade 1893 en jästfabrik i Sickla som utnyttjade möjligheten som den nya Saltsjöbanan medför. Detta bolaget, Bageriidkarnas Jästaktiebolag ingick från 1919 i Svenska Jästfabriks AB, för att under 1960-talet byta namn till AB Fannyudde.

### Familj
Anders Richard Westerdahl gifte sig med Fanny Maria Elisabeth, född Sannberg; tillsammans fick de 6 barn;
- Richard Hugo Leonard Westerdahl, född 3 juni 1876
- Ester Fanny Evelina Westerdahl, född 14 januari 1878
- Otto Wilhelm Westerdahl, född 22 oktober 1879
- Nils Julius Westerdahl, född 16 mars 1882
- Erik Andreas Westerdahl, född 2 juni 1885
- Sven Gustaf Westerdahl, född 17 mars 1887

## Fannyudde
I mitten på 1870-talet friköpte Westerdahl ett fem hektar stort område i Sickla som tidigare ingått i Stora Sicklas ägor. På denna mark, precis vid Hammarby sjö, uppförde Westerdahl 1877 en sommarvilla kallad Fannyudde efter hustrun. Detta hus står kvar på samma plats idag.